# Waorani
I Waorani o Huaorani o Waodani (in passato Aucas) sono una popolazione amerinda dell'Ecuador, precisamente della zona del Curaray, costituita da circa 2500-3000 individui.
Nella loro lingua il loro nome significa: Siamo persone, mentre le loro terre d'origine sono quella tra il fiume Curaray e il fiume Napo, circa 80 km a sud di El Coca, a partire dagli anni settanta hanno iniziato a disperdersi uscendo dalle zone protette messe a disposizione dal governo. Si muovono continuamente in più aree isolate, attraversando anche i confini peruviani. Vivono di caccia e pesca, anche se negli ultimi anni l'arrivo delle compagnie petrolifere ha spinto alcuni di loro a uscire dalle comunità e lavorare per i petrolieri, mentre sono aumentati i matrimoni tra donne Wao e i Quechua.
Si dividono in numerosi gruppi, come i toñampary, quenahueno, tihueno, quihuaro, damointaro, zapino, tigüino, wamono, dayuno, quehueriuno, garzacocha (Presso il Rio Yasuní), quemperi (Rio Cononaco), mima, Caruhue e Tagaeri.